# Sólo un hombre (telenovela)
Sólo un hombre es una telenovela argentina emitida en 1985 por Canal 9 Libertad, protagonizada por Carlos Calvo, Mirta Busnelli y Marita Ballesteros, coprotagonizada por Ethel Rojo, Reina Reech, Juan Darthés, Andrea Barbieri, Norberto Suárez, María Rosa Fugazot, Marta Cerain, Alfredo Iglesias, José Luis Mazza y otros.   

## Guion
La telenovela fue escrito por Carlos Lozano Dana, conocido por crear historias como Una promesa para todos (1977), Romina (1980), Eugenia (1981), La búsqueda (1982), Pelear por la vida (1984) y más.

## Elenco
- Carlos Calvo[1] - Claudio Paz
- Mirta Busnelli - Nora
- Marita Ballesteros - Rita Márquez
- Ethel Rojo - Olga
- Reina Reech - Dorila
- Juan Darthés - Alex Ponce
- Andrea Barbieri - Amparo
- Norberto Suárez - Gastón
- María Rosa Fugazot - Cristina
- Marta Cerain - Marián Torres Basualdo
- Alfredo Iglesias - Emilio
- José Luis Mazza - Silas
- Carlos Olivieri - Gabriel
- Patricia Palmer - Clara
- Carlos Mena - Juan
- Claudio Rissi - Estanislao
- Menchu Quesada - Benita
- Walter Ramos - Percy
- Susana Cart - Zulema
- Susana Monetti
- Marcela Martínez

## Equipo Técnico
- Historia original - Carlos Lozano Dana.
- Producción - Diana Álvarez.
- Dirección - Mario Podrabenik.
- Adaptación - Alma Bressan.
- Intérprete - Manolo Galván.